# Nicolas Eugene Walsh
Nicolas Eugene Walsh (* 20. Oktober 1916 in Burnsville, Minnesota; † 21. April 1997 in Tucson, Arizona) war ein US-amerikanischer römisch-katholischer Geistlicher und Weihbischof in Seattle.

## Leben
Nicolas Eugene Walsh studierte Philosophie und Katholische Theologie am St. Paul Seminary in Saint Paul. Ferner erwarb er an der Katholischen Universität von Amerika in Washington, D.C. einen Master im Fach Bildungswissenschaften. Walsh empfing am 6. Juni 1942 in der Cathedral of Saint Paul durch Erzbischof von Saint Paul, John Gregory Murray, das Sakrament der Priesterweihe für das Bistum Boise.
Walsh war zunächst als Diözesankanzler des Bistums Boise, Direktor der Confraternity of Christian Doctrine und Verantwortlicher für die katholischen Schulen tätig, bevor er 1958 Verleger der Kirchenzeitung Idaho Catholic Register wurde. Später war Nicolas Eugene Walsh Pfarrer der Pfarrei St. Mary in Caldwell.
Am 5. September 1974 ernannte ihn Papst Paul VI. zum Bischof von Yakima. Der Bischof von Boise, Sylvester William Treinen, spendete ihm am 28. Oktober desselben Jahres in Boise die Bischofsweihe; Mitkonsekratoren waren der Erzbischof von Dubuque, James Byrne, und der Erzbischof von Cali, Alberto Uribe Urdaneta.
Paul VI. ernannte ihn am 10. August 1976 zum Titularbischof von Volsinium und zum Weihbischof in Seattle. Am 6. September 1983 nahm Papst Johannes Paul II. das von Nicolas Eugene Walsh vorgebrachte Rücktrittsgesuch an.
Sein Grab befindet sich auf dem Friedhof des Monastery of the Ascension in Jerome.